# Robert Kingsford
Robert Kennett Kingsford (Londra, 22 dicembre 1849 – Adelaide, 14 ottobre 1895) è stato un calciatore inglese, di ruolo attaccante.

## Carriera
Con la maglia della Nazionale inglese disputò una partita e segnò una rete nel 1874.